# Finale Kupa prvaka 1963.
Finale Kupa prvaka 1963. je bilo osmo finale Kupa prvaka, koje je igrano 22. svibnja 1963. na stadionu Wembley u Londonu. U finalu su igrali talijanski AC Milan i portugalska Benfica. Milan je pobijedio rezultatom 2:1, i osvojio svoj prvi naslov prvaka Europe.
Međutim, Benfica je prva povela pogotkom Eusébia u 18. minuti. Talijani su u drugom poluvremenu preokrenuli rezultat, i to s dva pogotka Joséa Altafinija u 58. i 66. minuti.

## Susret
| 22. svibnja 1963. |     |             |                                                                                  |
| Milan             | 2:1 | Benfica     | Wembley Stadium, London Broj gledatelja: 45.700 Sudac: Arthur Holland (Engleska) |
| Altafini 58' 66'  |     | Eusébio 18' | Wembley Stadium, London Broj gledatelja: 45.700 Sudac: Arthur Holland (Engleska) |

| Milan | Benfica |

| AC MILAN:   |    |                     |
|             |    |                     |
| GK          | 1  | Giorgio Ghezzi      |
| DF          | 2  | Mario David         |
| DF          | 3  | Mario Trebbi        |
| DF          | 4  | Victor Benitez      |
| DF          | 5  | Cesare Maldini      |
| DF          | 6  | Giovanni Trapattoni |
| MF          | 8  | Dino Sani           |
| MF          | 10 | Gianni Rivera       |
| FW          | 7  | Gino Pivatelli      |
| FW          | 9  | José Altafini       |
| FW          | 11 | Bruno Mora          |
| Trener:     |    |                     |
| Nereo Rocco |    |                     |

| SL BENFICA:    |    |                    |
|                |    |                    |
| GK             | 1  | Costa Pereira      |
| DF             | 2  | Domiciano Cávem    |
| DF             | 3  | Raúl Machado       |
| DF             | 4  | Fernando Cruz      |
| DF             | 5  | Humberto Fernandes |
| DF             | 6  | Mário Coluna       |
| MF             | 8  | Joaquim Santana    |
| MF             | 10 | Eusébio            |
| FW             | 7  | José Augusto       |
| FW             | 9  | José Torres        |
| FW             | 11 | António Simões     |
| Trener:        |    |                    |
| Fernando Riera |    |                    |

## Vanjske poveznice
- Rezultati Kupa prvaka, RSSSF.com
- Sezona 1962./63., UEFA.com
- Povijest Lige prvaka: 1963.

| Finala Kupa prvaka i UEFA Lige prvaka | Finala Kupa prvaka i UEFA Lige prvaka |
| ------------------------------------- | --- |
|                                       | |
| Kup prvaka                            | 1956. • 1957. • 1958. • 1959. • 1960. • 1961. • 1962. • 1963. • 1964. • 1965. • 1966. • 1967. • 1968. • 1969. • 1970. • 1971. • 1972. • 1973. • 1974. • 1975. • 1976. • 1977. • 1978. • 1979. • 1980. • 1981. • 1982. • 1983. • 1984. • 1985. • 1986. • 1987. • 1988. • 1989. • 1990. • 1991. • 1992. |
|                                       | |
| Liga prvaka                           | 1993. • 1994. • 1995. • 1996. • 1997. • 1998. • 1999. • 2000. • 2001. • 2002. • 2003. • 2004. • 2005. • 2006. • 2007. • 2008. • 2009. • 2010. • 2011. • 2012. • 2013. • 2014. • 2015. • 2016. • 2017. • 2018. • 2019. • 2020. • 2021. • 2022. • 2023. • 2024.                                         |

| Finala Kupa prvaka i UEFA Lige prvaka | Finala Kupa prvaka i UEFA Lige prvaka |
| ------------------------------------- | --- |
|                                       | |
| Kup prvaka                            | 1956. • 1957. • 1958. • 1959. • 1960. • 1961. • 1962. • 1963. • 1964. • 1965. • 1966. • 1967. • 1968. • 1969. • 1970. • 1971. • 1972. • 1973. • 1974. • 1975. • 1976. • 1977. • 1978. • 1979. • 1980. • 1981. • 1982. • 1983. • 1984. • 1985. • 1986. • 1987. • 1988. • 1989. • 1990. • 1991. • 1992. |
|                                       | |
| Liga prvaka                           | 1993. • 1994. • 1995. • 1996. • 1997. • 1998. • 1999. • 2000. • 2001. • 2002. • 2003. • 2004. • 2005. • 2006. • 2007. • 2008. • 2009. • 2010. • 2011. • 2012. • 2013. • 2014. • 2015. • 2016. • 2017. • 2018. • 2019. • 2020. • 2021. • 2022. • 2023. • 2024.                                         |